# Lincoln Tate
Lincoln Tate (eigentlich James Harmon Kennelly; * 1. Dezember 1934 im Harris County; † 16. Dezember 2001 in Woodland Hills) war ein US-amerikanischer Schauspieler.

## Leben
Tate trat erstmals als Schauspieler in einer Episode der Western-Fernsehserie Big Valley 1965 in Erscheinung. Nach weiteren Fernsehrollen ging er zu Anfang der 1970er Jahre wie einige seiner Kollegen nach Europa, wo er v. a. in einigen Italowestern Hauptrollen erhielt und sieben Jahre blieb. Nach der Rückkehr in die Vereinigten Staaten standen erneut einige Gastrollen in Fernsehserien an. In seinem letzten Auftritt, dem Kinofilm Grotesque, war auch als Produktionsleiter beteiligt.
Aus seiner Ehe mit Anita ging eine Tochter hervor, die als Verkehrsreporterin bei lokalen Fernsehstationen arbeitet.

## Filmografie (Auswahl)
- 1971: Era Sam Wallash… lo chiamavano “Così Sia”
- 1971: Kopfgeld für Chako (Bastardo… vamos a matar!)
- 1971: Sein Name war Pot – aber sie nannten ihn Halleluja (Il suo nome er a Pot… ma… lo chiamavano Allegria)
- 1971: Weihwasser Joe (Acquasanta Joe)
- 1972: Beichtet Freunde, Halleluja kommt (Il West ti va stretto, amico… è arrivato Alleluja)
- 1972: Spirito Santo e le 5 magnifiche canaglie
- 1973: Crow (…E il terzo giorno arrivò il Corvo)
- 1973: Drei Nonnen auf dem Weg zur Hölle (Più forte sorelle)
- 1973: Frauen, die man Töterinnen nannte (Le amazzoni - donne d'amore e di guerra)